# Республіка Західна Боснія
Автономна область Західна Боснія (АОЗБ; сербохорв. Autonomna pokrajina Zapadna Bosna 27 вересня 1993 — 25 липня 1995) або Республіка Західна Боснія (РЗБ сербохорв. Republika Zapadna Bosna 26 липня — 7 серпня 1995) — державне утворення зі столицею в місті Велика Кладуша, що де-факто існувало після розпаду Югославії в західній частині Республіки Боснія і Герцеговина. Місцеві мусульмани на чолі з Фікретом Абдичем виступали за збереження федерації і проти уряду Алії Ізетбеговича. Автономію було знищено у серпні 1995 року в результаті операції «Буря».

## Виникнення автономії
Автономія була проголошена в 1993 році місцевими боснійцями, які були противниками Алії Ізетбеговича. Президентом Західної Боснії став Фікрет Абдич. Мусульмани автономії в боснійській війні співпрацювали як з хорватами (на початковому етапі війни) так і з сербами.
Про значимість мусульманської автономії Абдича для сербів можна судити хоча б з того факту, що на території Республіки Сербська Країна, що на кордоні з АПЗБ (через річку Уна), в селі Шамаріце був створений спеціальний штаб для підтримки автономістів. Протягом війни Абдич отримував підтримку від таких сербських воєнізованих підрозділів як «Тигри Аркана», «Пантера» і «Скорпіон».

## Відновлення автономії
Для звільнення території армія Фікрета Абдича бере участь у співпраці з сербськими спеціальними підрозділами в операції, яка отримала кодову назву «Павук». Для боротьби з Атифом Дудаковичем, командувачем армією Боснії та Герцеговини в Бихачі, Абдич отримав з усіх сербських територій істотну допомогу зброєю, боєприпасами, нафтою й іншої стратегічною сировиною. На початку 1994 року Західна Боснія займала 600 кв. км., збройні сили АОЗБ складалися з шести піхотних бригад чисельністю близько 10 тисяч осіб, кількох танків та кількох десятків одиниць артилерії. Командував армією полковник Хазім Деліч. Армія Боснії та Герцеговини була вигнана, що дозволило відновити республіку.

## Остаточне знищення автономії
Автономна область Західна Боснія була перейменована в Республіку Західна Боснія (сербохорв. Република Западна Босна) 25 липня — 26 липня 1995, проте в цій якості вона проіснувала недовго.
РЗБ була ліквідована в серпні 1995 року П'ятим корпусом армії Боснії і Герцеговини у результаті операції «Олуя» (Буря).
Після розгрому основних сил країнських сербів, поріділі (багато солдатів Абдича з початком «Олуї» перейшли на бік ворога або дезертирували) сили Автономної області Західної Боснії, сконцентрувалися біля Великої Кладуші. 502 бригада АРБіГ наступала на них з заходу, а більша частина 5-го корпусу — з фронту. Практично не зустрічаючи опору, підрозділи армії Боснії та Герцеговини тріумфально увійшли до столиці «бунтівників».
Тридцять тисяч мусульман-прихильників Абдича після операції «Буря» спробували прорватися в західному напрямку, але були блоковані хорватською армією і поліцією в селі Купленсько за 20 км від хорватсько-боснійського кордону Пізніше табір у Купленско було розформовано, і мусульманські біженці переселені в Гасінац та інші хорватські міста, у США та Канаду.